# Aldana
Aldana è un comune della Colombia facente parte del dipartimento di Nariño.
L'istituzione del comune è del 1911.